# Vinovo
Vinovo (piemontesisch Vineuv) ist eine Gemeinde in der italienischen Metropolitanstadt Turin (TO), Region Piemont. 

## Lage und Einwohner
Vinova liegt knapp 20 km südlich von Turin nahe des Po. Die Stadt liegt auf einer Höhe von 220 m über dem Meeresspiegel. Das Gemeindegebiet umfasst eine Fläche von 17 km² und hat 15.323 Einwohner (Stand 31. Dezember 2023). 
Die Nachbargemeinden sind Moncalieri, Nichelino, Candiolo, La Loggia, Piobesi Torinese und Carignano. 

## Geschichte

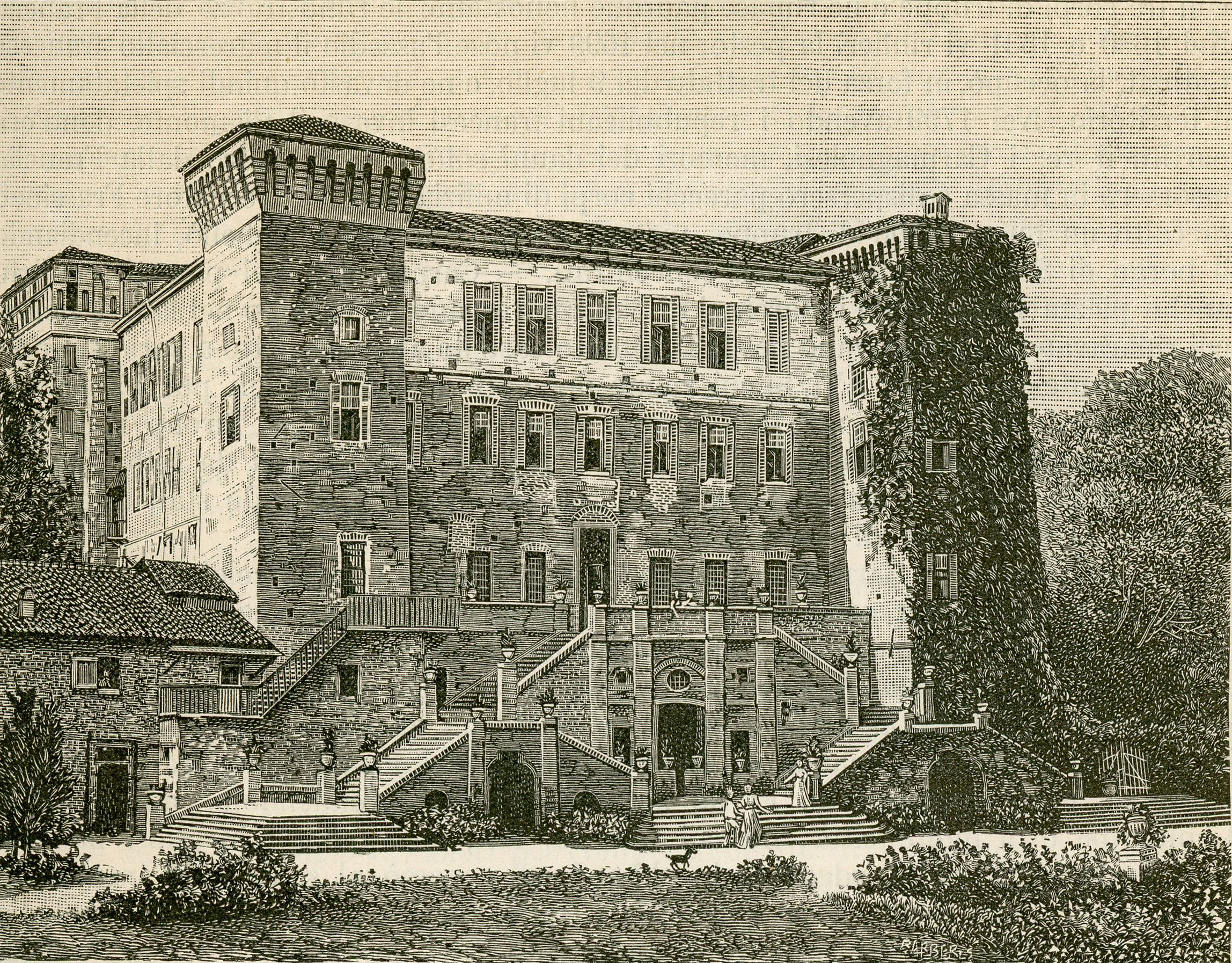
Castello di Vinovo

Die Geschichte der Stadt reicht bis in sehr alte Zeiten zurück: Tatsächlich wurden in dieser Gegend Artefakte aus dem 5. Jahrhundert n. Chr. gefunden. Zeitgenössische historische Dokumente, in denen erwähnt wird, was das heutige Vinovo sein wird, stammen aus dem Jahr 1040: In diesem Jahr bescheinigt eine notarielle Urkunde, dass die Markgrafen von Romagnano der Abtei San Silano di Romagnano einige Ländereien im Gebiet von Vinovo geschenkt haben. In diesem Dokument wird das Gebiet als Vicus Novus (lateinisch: „Neues Dorf“) bezeichnet, ein Name, der das ganze Mittelalter hindurch Bestand hatte.
Im Jahr 1268 tauchte in einer Kaufurkunde die Familie Della Rovere in die lokale Geschichte ein, die im Jahr 1400 Feudalherren von Vinovo werden sollte. Die Geburt der Gemeinde geht auf das Jahr 1458 zurück, als Herzog Ludovico von Savoyen ihr die Statuten erteilte der Vinovo-Gemeinschaft, zur Verteidigung der Bürger. Mit dem Tod des letzten Nachkommen der Familie Della Rovere im Jahr 1692 wurde das Lehen an die Grafen von Lanze abgetreten, die es bis 1732 besaßen. In diesem Jahr überließ Kardinal Carlo Vittorio Amedeo delle Lanze die Stadt an König Carlo Emanuele III., der es zusammen mit Stupinigi der Komturei des Ordens der Heiligen Maurice und Lazarus schenkte. Der Orden wurde im Jahr 1800 aufgelöst und viele Ländereien wurden an Privatpersonen verkauft. Erst nach 1815, dem Jahr der Rückkehr der Savoyer in ihre piemontesischen Besitztümer, wurde das Erbe mit Stupinigi und einem Teil von Vinovo wieder aufgebaut: das Schloss und einige Ländereien, die Bauernhöfe und die Wälder. Im Jahr 1865 wurde der Weiler Stupinigi endgültig von Vinovo getrennt und Nichelino angegliedert.
Im Jahr 1775 wurde ein Teil des Schlosses als Fabrik zur Herstellung von Majolika und Porzellan genutzt, die in den folgenden Jahren unter der Leitung von Vittorio Amedeo Gioanetti zu großem Ansehen gelangte. Ende des 19. Jahrhunderts kamen zur Keramikindustrie auch Brennöfen und Spinnereien hinzu, was zu einem proportionalen Anstieg der Bevölkerung und einer daraus resultierenden Vergrößerung der Stadt führte. Es wurde notwendig, das Rathaus, Schulen, einen Kindergarten und ein Cottolengo-Haus zu bauen.
Ein Zeichen des Fortschritts und der zunehmenden Bedeutung ist die Einweihung einer Straßenbahnlinie im Jahr 1882, die vom Turiner Bahnhof Porta Nuova nach Vinovo führt. Dieser wurde dann 1934 abgeschafft und durch einen Linienbus ersetzt.
In der Nacht des 11. September 1941 wurde die Stadt von RAF-Flugzeugen bombardiert, was drei Verletzte und die Zerstörung vieler Häuser zur Folge hatte.
In Vinovo befindet sich das Trainingsgelände des italienischen Fußball-Rekordmeisters Juventus Turin, das Juventus Center. Am 15. Dezember 2006 kamen dort die beiden Jugendspieler Alessio Ferramosca und Riccardo Neri bei einem Unfall ums Leben.

## Gemeindepartnerschaften
- Luque
- Casalbore

## Persönlichkeiten
- Domenico della Rovere (1442–1501), Kardinal der Katholischen Kirche; er hat das gleichnamige Schloss in Vinovo erbauen lassen; geboren in Vinovo
- Vittorio Amedeo Gioanetti (1729–1825), Arzt, Chemiker und Porzellan und Majolika Hersteller; lange in Vinovo gelebt und gearbeitet, gestorben in Vinovo
- Giovanni Valetti (1913–1998), Radrennfahrer, geboren in Vinovo

## Bildgalerie

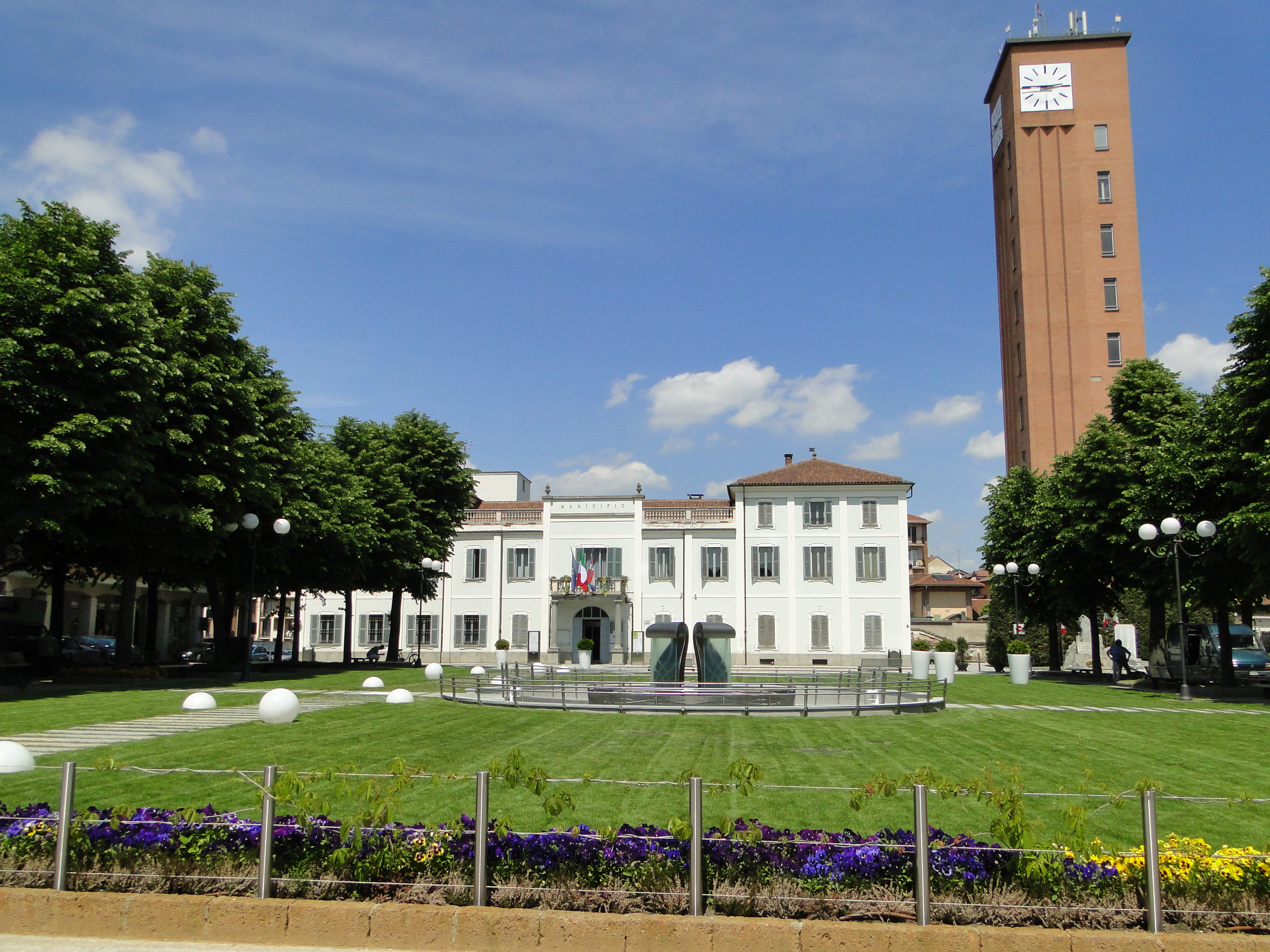
Der Platz Marconi mit Garten, Brunnen und Rathaus; Turm mit Uhr zur Rechten
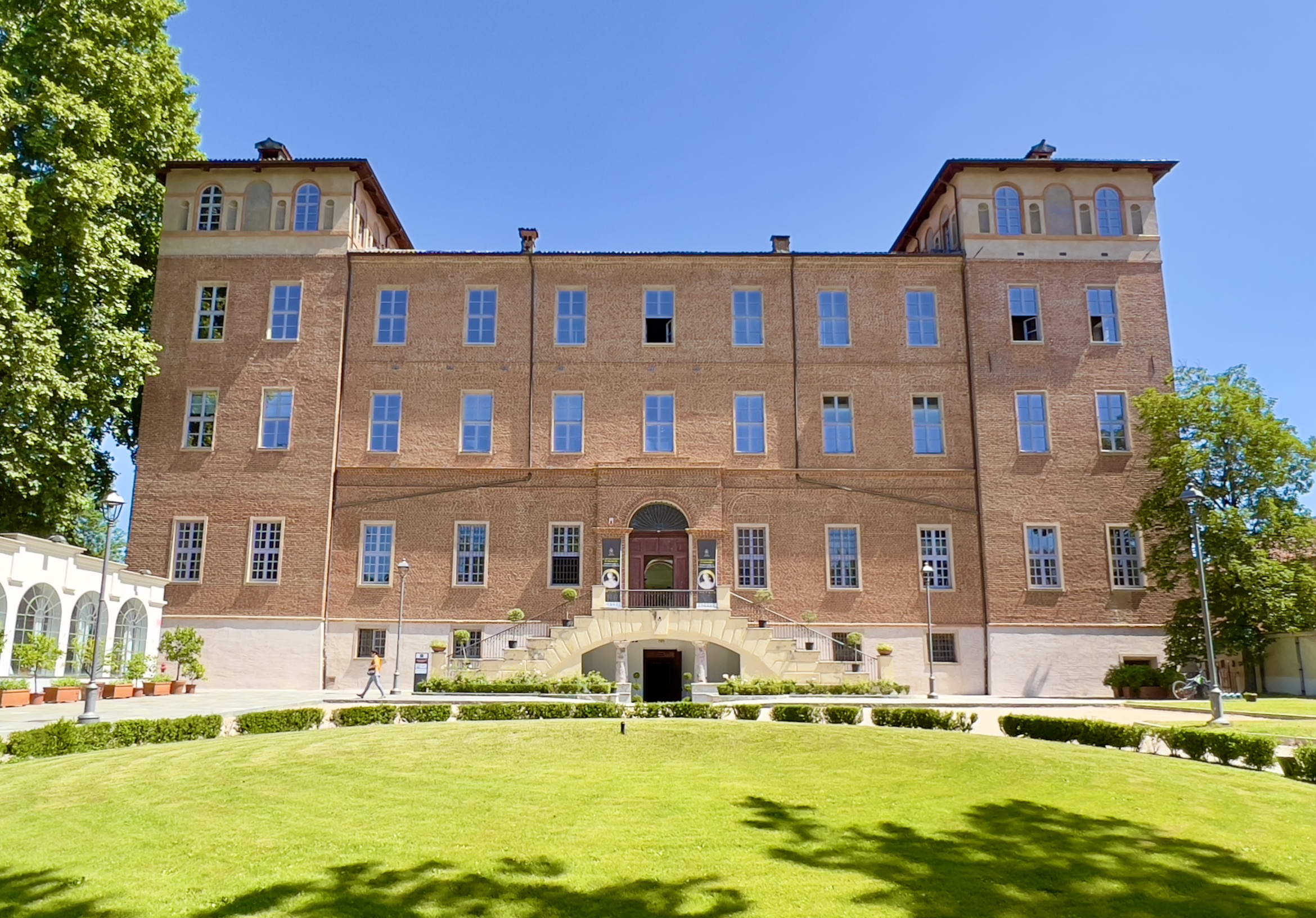
Schloss Della Rovere (von Baccio Pontelli)
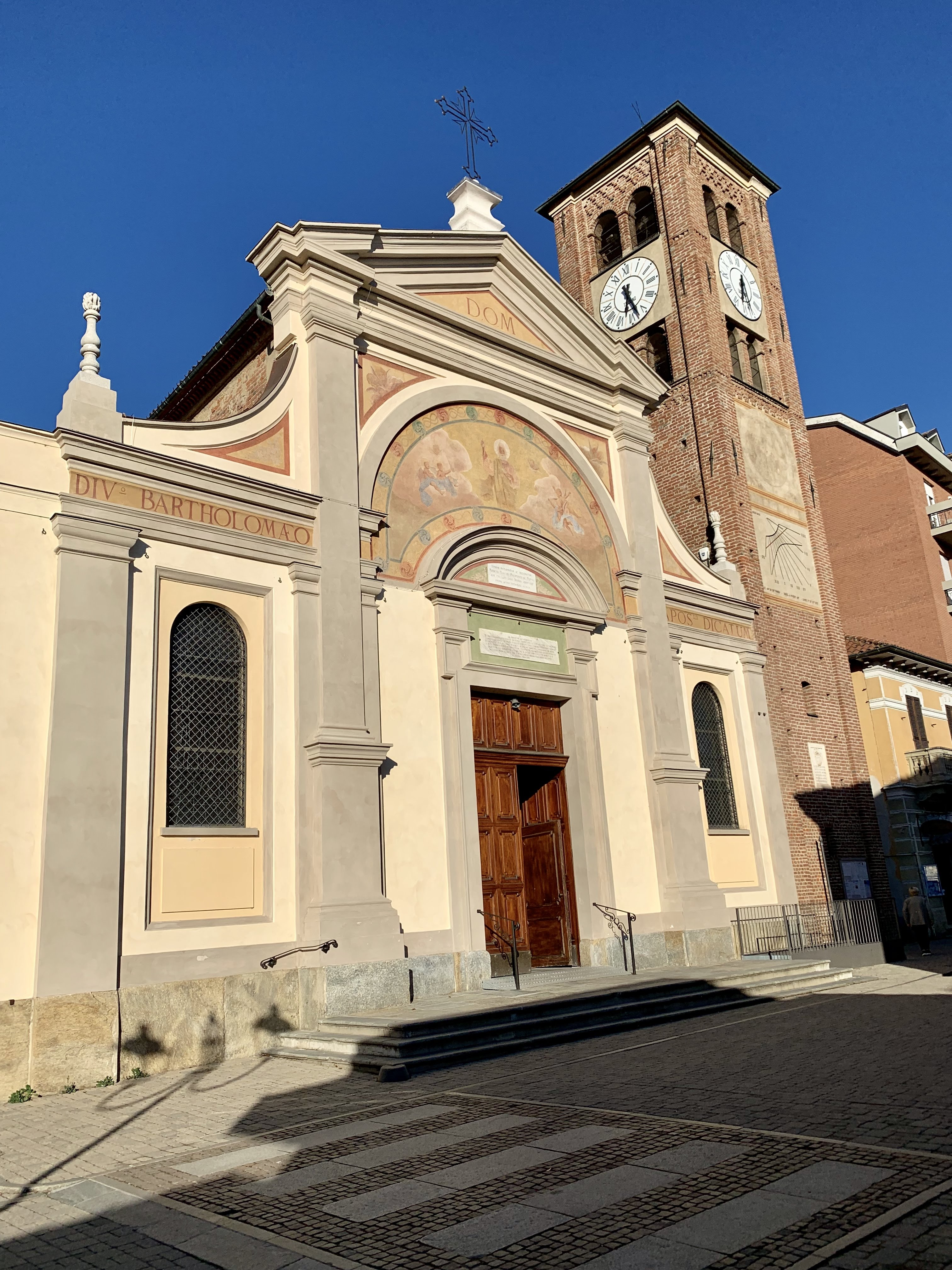
Die Pfarrkirche Hl. Bartholomäus.
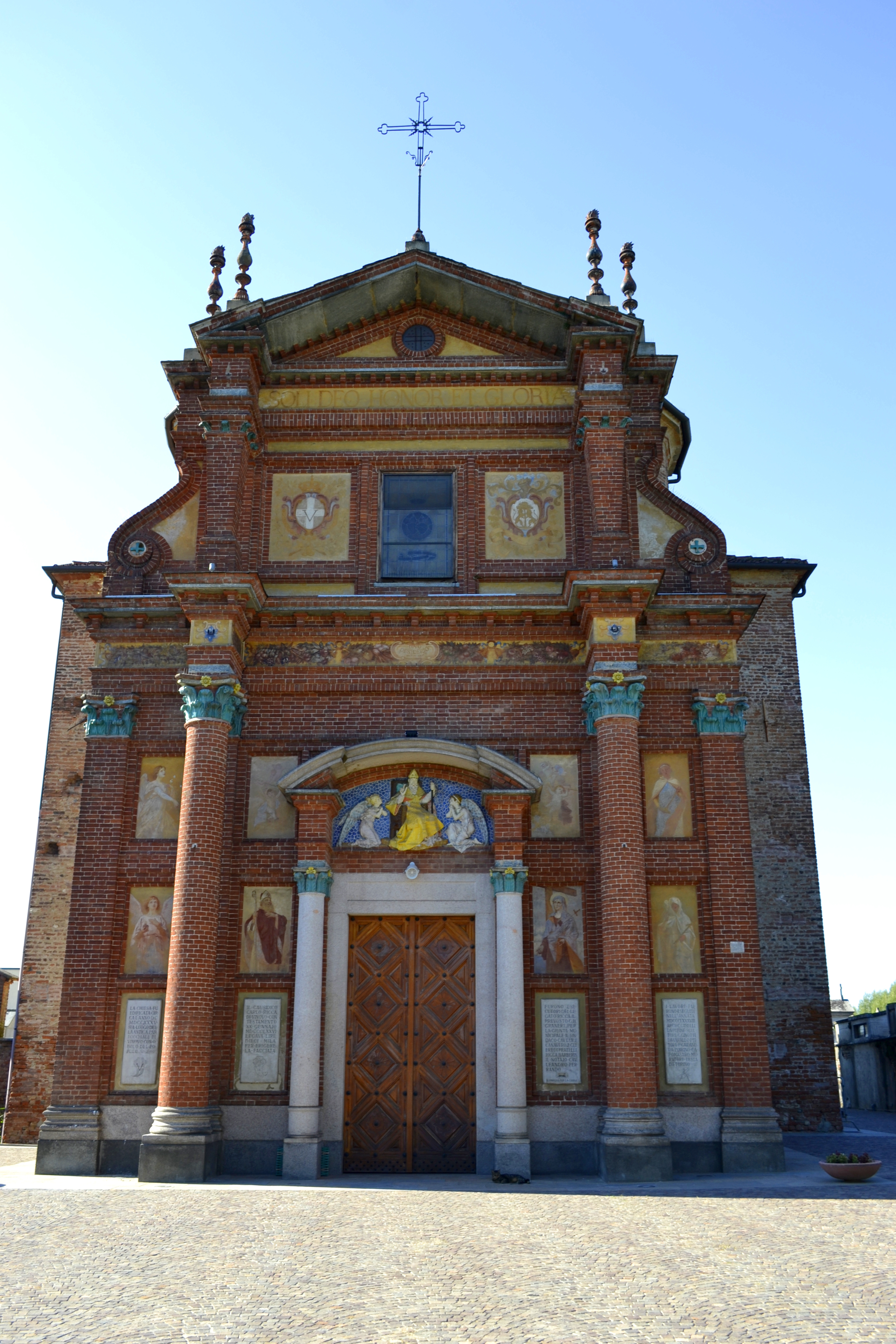
Die Kirche Hl. Desiderius
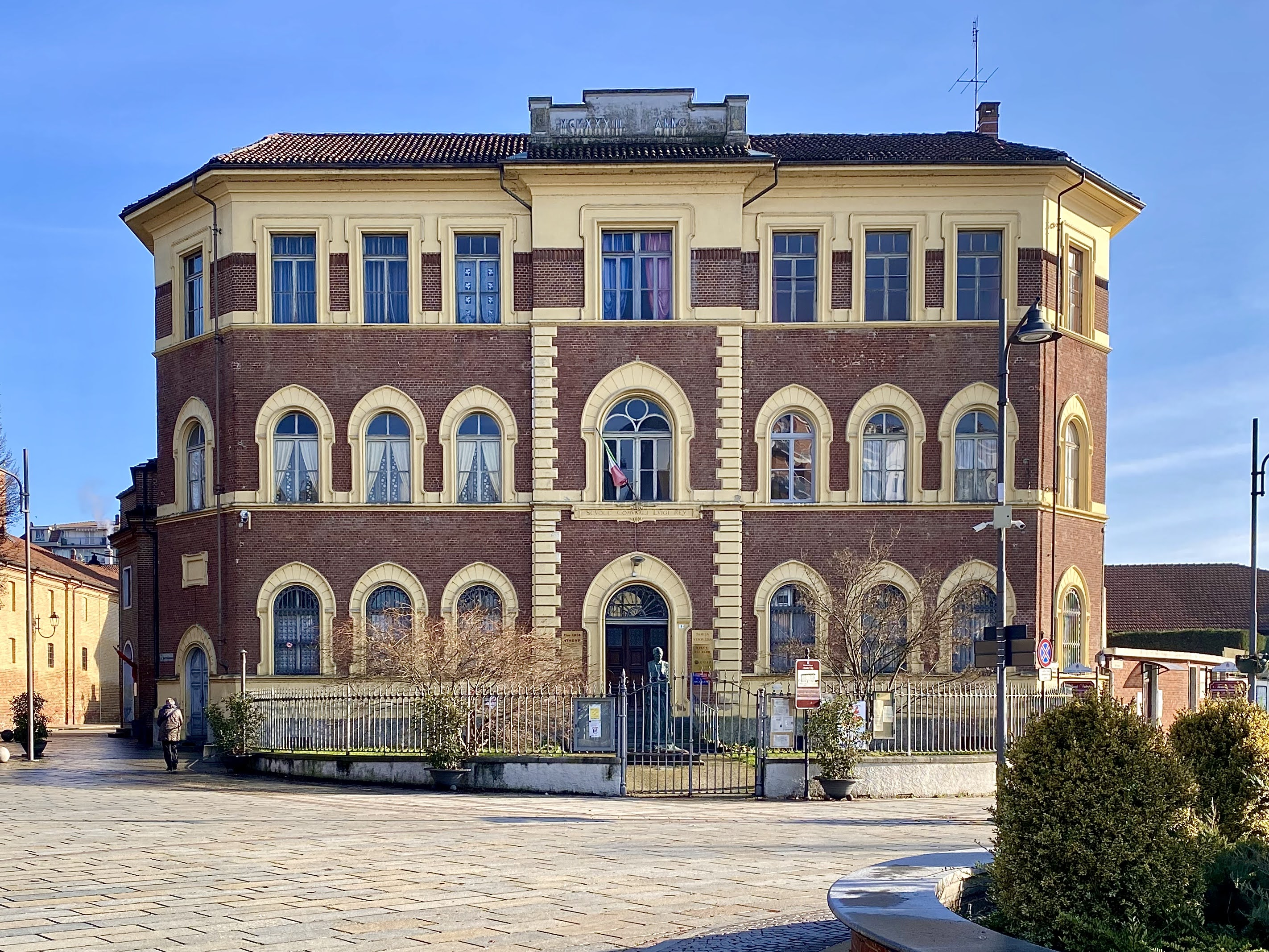
Die ehemalige Schule Luigi Rey und Springbrunnen.